# 貝林冰原島峰
74°55′S 71°18′W / 74.917°S 71.300°W
貝林冰原島峰（英語：Bering Nunatak）是南極洲的冰原島峰，位於帕爾默地，處於卡拉拉山東南面，屬於斯凱海冰原島峰的一部分，以休士頓大學的物理學家命名，現時由南極條約體系管理。